# Lupara
Lupara és una paraula italiana utilitzada per referir a un escopeta retallada de tipus obert. Tradicionalment associada amb la Cosa Nostra, grup italià de crim organitzat dominant en Sicília, que la utilitzava en les vendettas com a defensa—tot i que també es va utilitzar contra l'exèrcit de Mussolini quan aquest va decidir trencar amb la xarxa mafiosa siciliana. També és utilitzada en la caça.
Els canons retallats de la lupara la fan més fàcil de manejar en zones boscoses, i més fàcil també de conciliar en zones interiors o àrees urbanes. La manca d'estàrter contribueix a un tir més ample de l'arma quan aquesta és accionada.

## Terminologia
La paraula lupara significa literalment "per al llop", reflectint el seu ús tradicional en la caça de llop. La paraula va aconseguir reconeixement més ampli a través de Mario Puzo i la seva novel·la best-seller d’El Padrí on la lupara és utilitzada extensament per la màfia siciliana, incloent sobretot el guardaespatlles Michael Corleone.
De la paraula lupara ve l'expressió italiana lupara bianca (blanca lupara), un terme especialment utilitzat per periodistes per referir a un estil de desfer-se d'un cos d'una víctima el qual és intencionadament ocultat.

## Ús famós
Un exemple primerenc d'ús criminal de l'arma en els Estats Units fou l'assassinat del cap de policia de Nova Orleans, David Hennessy, l'octubre de 1890. La motivació fou la rivalitat entre bandes de gàngsters sicilians pels contractes dels estibadors d'una companyia de fruita per tal que no caiguessin sota l'auspici de la unió d'estibadors local. Una pila d'escopetes retallades van ser mostrades després de l'assassinat, incloent una pistola casolana amb un estoc de ferro plegable, i un altre amb un ganxo en el seu accionari que es tirava contra el braç quan es volia recarregar. La reacció anti-italiana, va prosseguir amb la persecució del grup d'un dels sospitosos, que va resultar en un assalt motí a la presó de New Orleans Parish Prison i el subsegüent linxament de molts presoners italians.
Una escopeta retallada de doble canó obert va ser utilitzada per Dylan Klebold durant la seva participació en la Massacre de Columbine.